# Пауло Лумумба (нападающий)
Пауло Отаси́лио де Соуза (порт.-браз. Paulo Otacílio de Souza; 21 июня, по другим данным 22 июня 1936, Аракажу, Сержипи — 21 августа 2010, Порту-Алегри, Риу-Гранди-ду-Сул), более известный как Пауло Лумумба (порт.-браз. Paulo Lumumba) или просто Пауло (порт.-браз. Paulo) — бразильский футболист, нападающий.

## Карьера
Пауло Лумумба начал карьеру в молодёжном составе клуба «Риашуэлу». Оттуда он перешёл в молодёжку команды «Конфьянса». С 1955 года футболист стал играть за основной состав команды. Там же он получил своё футбольное прозвище — «Лумумба», в честь политика Патриса Лумумбы. Затем форвард играл за клубы «Америка» из Ресифи и «Комерсиал». В 1960 году Лумумба стал игроком «Сан-Паулу». В первом сезоне он забил 21 гол в 42 матчах, однако в дальнейшем его результаты пошли вниз, и форвард покинул «Сан-Паулу». Всего в составе команды футболист провёл 63 встречи и забил 29 голов. По другим данным — 66 матчей и 30 голов.
В 1961 году Лумумба перешёл в «Гремио», где дебютировал 2 июля в матче с «Жувентуде» (3:0), в котором забил два гола. Годом позже футболист был арендован командой «Айморе». В её составе он забил 13 голов, став лучшим бомбардиром чемпионат штата Риу-Гранди-ду-Сул. В 1963 году Лумумба возвратился в «Гремио». С ним в составе клуб в том же году дошёл до полуфинала Чаши Бразилии, где проиграл «Сантосу». При этом во второй встрече с поля был удалён голкипер «Сантоса» Жилмар, а на его место встал полевой игрок Пеле, отразивший несколько ударов, что позволило сохранить победный счёт. В том же году он выиграл чемпионат штата, а впоследствии повторил это достижение ещё четыре раза. Всего в составе «Гремио» Лумумба провёл 146 матчей и забил 55 голов, по другим данным 145 матчей и 56 голов. Последнюю встречу за клуб нападающий провёл 21 января 1968 года против «Кашиаса» (0:2). В 1968 году Лумумба снова перешёл в «Айморе», где играл два года. Завершил карьеру футболист в команде «Сан-Жозе». 
Завершив игровую карьеру, Лумумба с 1969 по 1972 год работал советником в муниципальной палата Порту-Алегри. Позже он стал работать тренером. Пауло в 1972 году возглавил клуб «Гремио Форса-е-Лус». А затем многие годы трудился в «Гремио», где многие годы возглавлял юношеские и молодёжные составы команды, также он в 1976 году являлся главным тренером команды, которая под его руководством провела 50 матчей. В 1989 году Лумумба тренировал «Конкордию», а в 1991 году недолго работал с клубом «Интернасьонал» из Лажиса. В 2010 году Пауло скончался. Его похоронили на кладбище около часовни Жуана XXIII.

## Достижения

### Командные
- Чемпион штата Риу-Гранди-ду-Сул: 1963, 1964, 1965, 1966, 1967
- Чемпион Порту-Алегри: 1964, 1965

### Личные
- Лучший бомбардир чемпионата штата Риу-Гранди-ду-Сул: 1962 (13 голов)